# Robert Stevens (Seeoffizier)
Robert Patrick Stevens, CB (* 14. März 1948) ist ein ehemaliger britischer Seeoffizier der Royal Navy und Wirtschaftsmanager, der zuletzt als Konteradmiral (Rear-Admiral) zwischen 2002 und 2005 Chef des Stabes  im Hauptquartier des Alliierten Marinekommandos der NATO in Neapel (Headquarters Allied Maritime Command Naples) war. Seit 2013 ist er Geschäftsführender Direktor von Stevens Marine Ltd.

## Leben

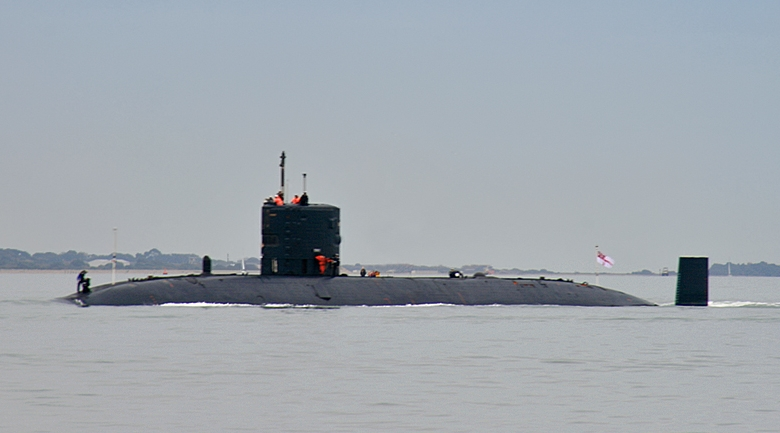
Stevens wurde 1985 Kommandant des zur Trafalgar-Klasse gehörenden Atom-U-Bootes HMS Torbay.

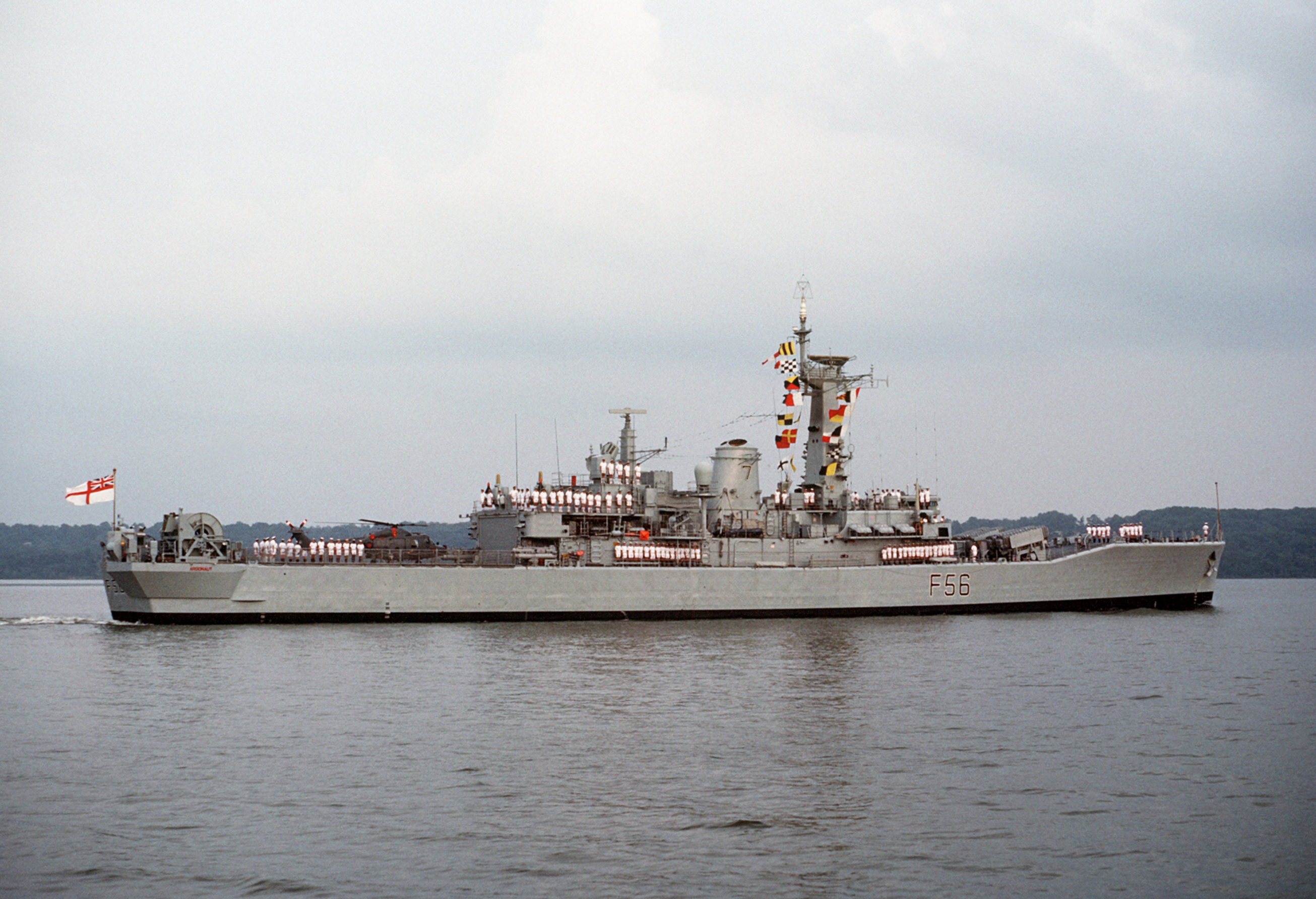
Kapitän zur See Stevens war zwischen 1992 und 1993 Kommandant der zur Leander-Klasse gehörenden Fregatte Argonaut.

Robert Patrick Stevens trat nach dem Schulbesuch im September 1966 in die Royal Navy (RN) ein und absolvierte eine Ausbildung zum Seeoffizier am Britannia Royal Naval College (BRNC) in Dartmouth. Er absolvierte zudem ein Studium an der zur University of Manchester gehörigen Manchester Business School (MBS). Er wurde am 1. September 1970 zum Oberleutnant zur See (Sub-Lieutenant) sowie am 1. Juni 1971 Kapitänleutnant (Lieutenant) befördert. Nachdem er am 1. Juni 1979 zum Korvettenkapitän (Lieutenant Commander) befördert worden war, wurde er 1979 Kommandant (Commanding Officer) des zur Oberon-Klasse gehörenden diesel-elektrisch betriebenen U-Bootes Odin. 1985 wurde er Kommandant des zur Trafalgar-Klasse gehörenden Atom-U-Bootes Torbay. 1989 wurde er im Verteidigungsministerium des Vereinigten Königreichs (Ministry of Defence) stellvertretender Direktor für strategische Systeme (Assistant Director of Strategic Systems).
Im Februar 1992 wurde Stevens als Kapitän zur See (Captain) Kommodore des 7. Fregattengeschwaders (Commanding, 7th Frigate Squadron) und bekleidete diese Funktion bis März 1993. Zugleich war er zwischen Februar 1992 und März 1993 Kommandant der zur Leander-Klasse gehörenden Fregatte Argonaut. Danach war er als Kommodore (Commodore) von 1994 bis 1998 im Verteidigungsministerium als Direktor für gemeinsame Kriegsführung (Director of Joint Warfare) tätig. Nach seiner Beförderung zum Konteradmiral (Rear-Admiral) übernahm er im August 1998 von Konteradmiral James Perowne das Amt als Flaggoffizier der U-Boote (Flag Officer, Submarines) sowie zugleich als Kommandeur für Operationen der Flotte (Commander, Operations, The Fleet) ab. Er behielt diese Posten bis Januar 2002, woraufhin Konteradmiral Niall Kilgour diese übernahm. Für seine Verdienste wurde er am 17. Juni 2000 Companion des Order of the Bath (CB).
Zuletzt übernahm Konteradmiral Stevens im Januar 2002 von Konteradmiral John Lippiett die Funktion als Chef des Stabes der Alliierten Seestreitkräfte der NATO im Mittelmeer mit Hauptquartier in Neapel (Headquarters Allied Maritime Command Naples). Diese Dienststellung wurde 2004 umbenannt in Chef des Stabes des Alliierten Marinekommandos der NATO in Südeuropa (Chief of Staff, Allied Maritime Command, Southern Europe) und von ihm bis zu seinem Ausscheiden aus dem aktiven Militärdienst im Juli 2005 ausgeübt, woraufhin Konteradmiral Richard Leaman ihn ablöste.
Robert Stevens war zeitweise Chief Executive Officer (CEO) der British Marine Federation, der Handelsverband für die britische Freizeit-, Superyacht- und kleine kommerzielle Marineindustrie, der derzeit 12 regionale Verbände, 16 Gruppenverbände und über 1600 Mitglieder in der gesamten britischen Marine-Lieferkette vertritt. Seit 2013 ist er Geschäftsführender Direktor von Stevens Marine Ltd.